# Dalatias licha
Dalatias licha је рушљориба из реда Squaliformes и фамилије Dalatiidae.

## Угроженост
Ова врста је на нижем степену опасности од изумирања, и сматра се скоро угроженим таксоном.

## Распрострањење
Ареал врсте Dalatias licha обухвата морско подручје уз већи број држава. 
Врста има станиште у Мозамбику, Канади, Сједињеним Америчким Државама, Аустралији, Јапану, Новом Зеланду, Мауританији, Камеруну, Јужноафричкој Републици, Уједињеном Краљевству, Ирској, Обали Слоноваче, Сенегалу и Португалу.

## Станиште
Станиште врсте су мора.